# Quimper
Quimper (Bretons: Kemper) is een stad in de Franse regio Bretagne. De stad is de prefectuur van het departement Finistère. De gemeente telde 64.530 inwoners op 1 januari 2022. De inwoners worden Quimpérois genoemd.
De stad wordt over het algemeen beschouwd als de meest Bretonse van alle Bretonse steden. Het is de historische hoofdstad van Cornouaille. Een grote manifestatie van Bretonse folklore is het Festival de Cornouaille (Fest-Noz), om en bij de vierde zondag van juli. De stad is de zetel van het bisdom Quimper en de gotische kathedraal Saint-Corentin is een van de vele monumenten van de stad.

## Geschiedenis

### Naam
De stad heette vroeger Quimper-Corentin, naar de eerste bisschop van de stad, Corentinus. Gedurende de Franse Revolutie werd de naam veranderd in Montagne sur Odet; nu is de naam alleen Quimper. De Bretonse naam van de stad, Kemper, betekent samenvloeiing.

### Oudheid
De wijk Locmaria, stroomafwaarts van het huidige centrum op de linkeroever van Odet, vormde het eerste stadscentrum. In de Romeinse tijd was hier een kleine havenstad. De Gallo-Romeinse plaats was vanaf de 1e eeuw bekend om haar aardewerk, maar er werd ook ijzer en brons gesmeed. Op de heuvel Mont-Frugy lag een heiligdom. De plaats werd aan het einde van de 3e eeuw verlaten.

### Middeleeuwen
Het huidige stadscentrum ontstond rond het jaar 1000 stroomopwaarts. Rond de oevers van de Odet werden allerlei religieuze gebouwen opgetrokken, waaronder het bisschoppelijk paleis en de gotische kathedraal Saint-Corentin op de plaats van een oudere, romaanse kerk. Het gezag van de bisschop strekte zich uit over de ommuurde stad en het gebied ten noorden hiervan. De stad had een oppervlakte van 15 ha en was omgeven door een stadsmuur van 1500 m en verder door de rivieren Frout, Odet en Steïr. Rond 1450 woonden hier ongeveer 4.500 mensen. Op de rechteroever van de Steïr vestigde zich het wereldse, hertogelijk gezag, met de gevangenis en de rechtbank. 
Na de inname van de stad in 1344 door Karel van Blois was Quimper een trouwe aanhanger van deze pretendent tijdens de Bretonse Successieoorlog (1341-1365). Een beleg door Jan van Montfort in 1345 werd afgeslagen. De Zwarte Dood eiste honderden mensenlevens in 1349 bij een bevolking die al verzwakt was door oorlog en hongersnood. Er volgden nog pestuitbraken in 1439, 1463-1464, 1470, 1481, 1531, 1533 en ten slotte in 1639.

### Economische groei
In de 17e eeuw had de stadsomwalling haar militair nut verloren en werd steeds meer verwaarloosd. Er kwam stadsvernieuwing. De lagere adel en de burgerij bouwden rijke huizen, er kwamen nieuwe bruggen en houten huizen, steeds een brandgevaar, maakten plaats voor stenen gevels. In het kader van de contrareformatie vestigden zich ook nieuwe kloosterorden in de stad.
Vanaf de 17e eeuw werd de wijk Locmaria een productiecentrum voor faience. Tijdens het hoogtepunt, tijdens de jaren 1850-1880, werkten meer dan 500 personen in Quimper in deze industrietak. Er waren drie grote faiencewerkplaatsen. In de 18e en 19e eeuw was Quimper een belangrijke handelshaven waar steenkool, zout en wijn werden ingevoerd en landbouwproducten en faience werden uitgevoerd. Na de onrust van de Franse Revolutie kende de stad een korte tijd van voorspoed onder Napoleon. De handelshaven deed gouden zaken terwijl de haven van Brest geblokkeerd werd door Engelse schepen. Tot in de jaren 1960 bleef Quimper de belangrijkste Franse invoerhaven van Algerijnse wijn.
In 1863 werd Quimper aangesloten op het spoornet. Het was een tijd van grote welstand voor de stad. De rivieren in de stad werden rechtgetrokken en de Steïr en de Frout werden deels overdekt. De stad breidde zich uit langs de oevers van de Odet. Op de linkeroever van de Odet werden vanaf 1880 rijke burgerhuizen gebouwd met private loopbruggen over de rivier naar het stadscentrum. In het interbellum kwamen er nieuwe bedrijfsterreinen en nieuwe woonwijken. De stad kwam relatief ongeschonden uit de Tweede Wereldoorlog. In 1960 fuseerde de stad met de gemeenten Ergué-Armel, Kerfeunteun en Penhars en groeide uit tot een metropool.

## Bezienswaardigheden
Quimper bezit een aantal bezienswaardigheden in het centrum van de oude stad. Aan de Place Saint-Corentin staan de imposante kathedraal Saint-Corentin en het Musée d'Art Breton. Verder is er het Musée des Beaux-Arts. De "remparts" (omwallingen) zijn ook te bezoeken.
De kathedraal Saint-Corentin uit de 13e en 15e eeuw behoort tot de meest volmaakte gotische bouwwerken van Bretagne. De kathedraal heeft gebrandschilderde glasramen, waarvan de oudste uit de vroege 15e eeuw dateren.
Het Musée d'Art-Breton, dat in het voormalige bisschoppelijke paleis is gehuisvest, geeft een overzicht van de Bretonse kunst, vooral volkskunst en wooncultuur. In het Musée des Beaux-Arts zijn schilderijen van Franse en buitenlandse meesters van de 16e eeuw tot de 20e eeuw te zien.
Vanaf de Place Saint-Corentin loopt naar het noordwesten de Rue Kéréon, een bedrijvige oude winkelstraat. In de zuidwestelijke wijk Locmaria bevindt zich tegenover de kerk Notre-Dame-de-Locmaria, de faiencerie HB-Henriot, waar tentoonstellingen te bezichtigen zijn.
Bij laag getij liggen op de zand- en slibbanken de wrakken van bijna vergane vissersschepen en andere houten boten. De afgedankte schepen worden door de vissers en eigenaars op de rivierbanken gelegd en blijven daar jarenlang liggen, totdat ze volledig uiteenvallen door verrotting, in weer en wind en door de speling van het rivier- en zeewater. Men ziet soms nog de gebinten als een skelet boven het slibzand uitsteken. De Bretons beschouwen hun schepen als iets waardevols en weigerden de houten schepen door mensenhanden te laten slopen. Uit eerbied voor hun schepen laten ze de natuur haar gang gaan, totdat deze ze geheel laat verdwijnen. Dit is een vorm van een scheepskerkhof.

### Galerij

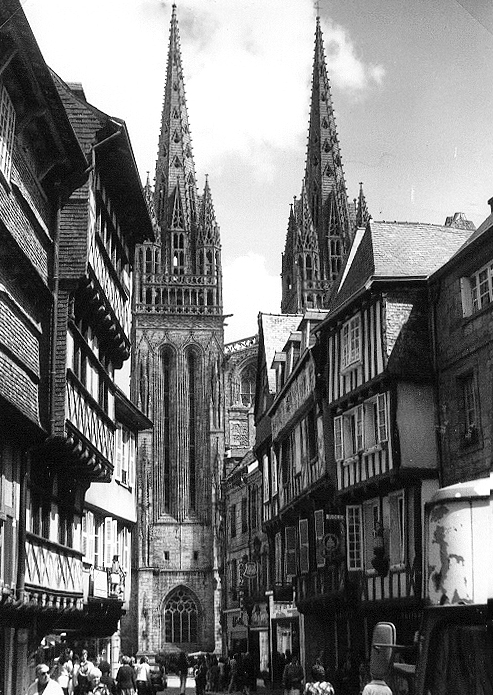
Kathedraal St. Corentin in 1980
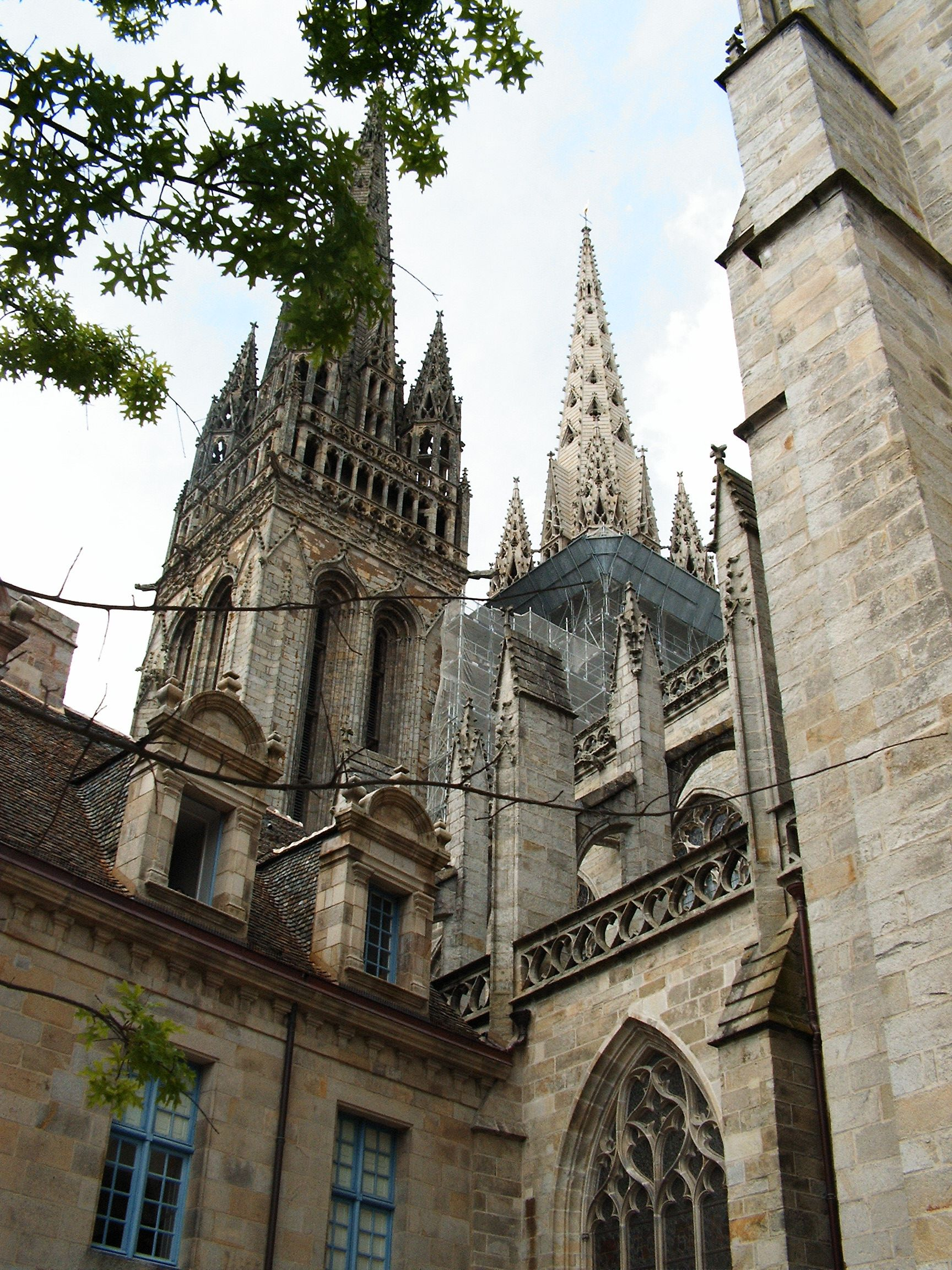
Kathedraal
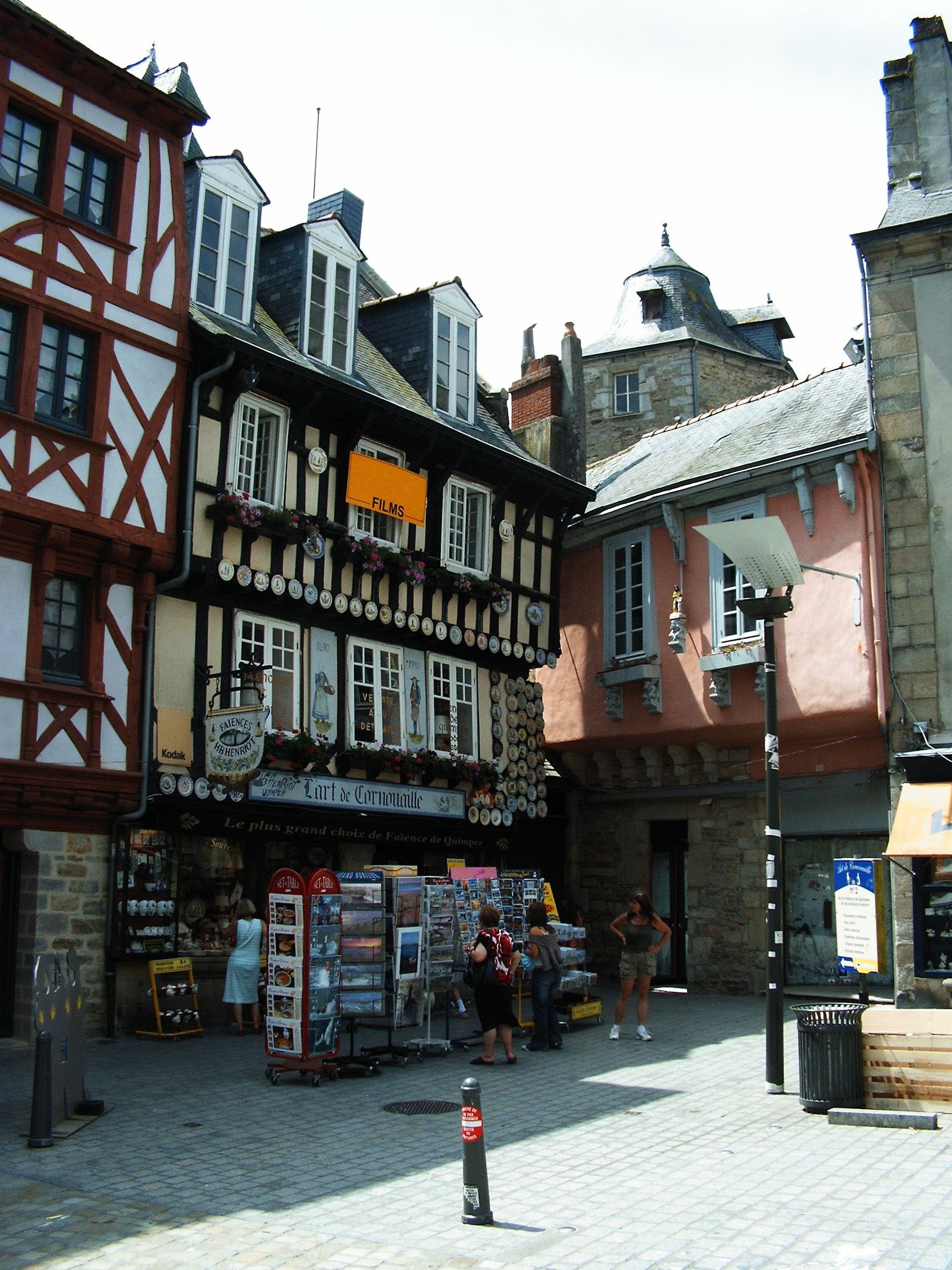
Vakwerkhuizen in het oude centrum
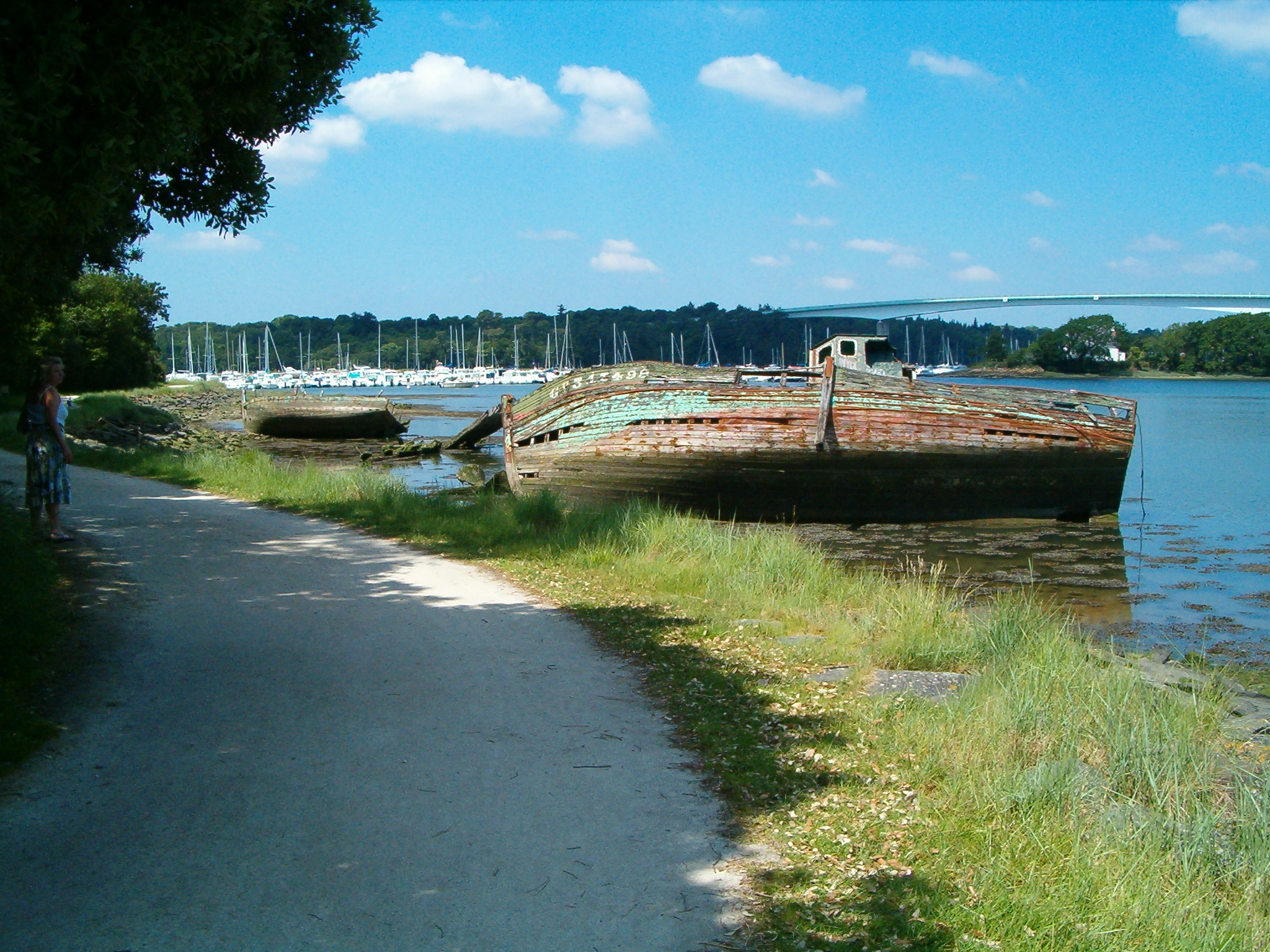
Scheepwrakken in de Odet nabij Bénodet
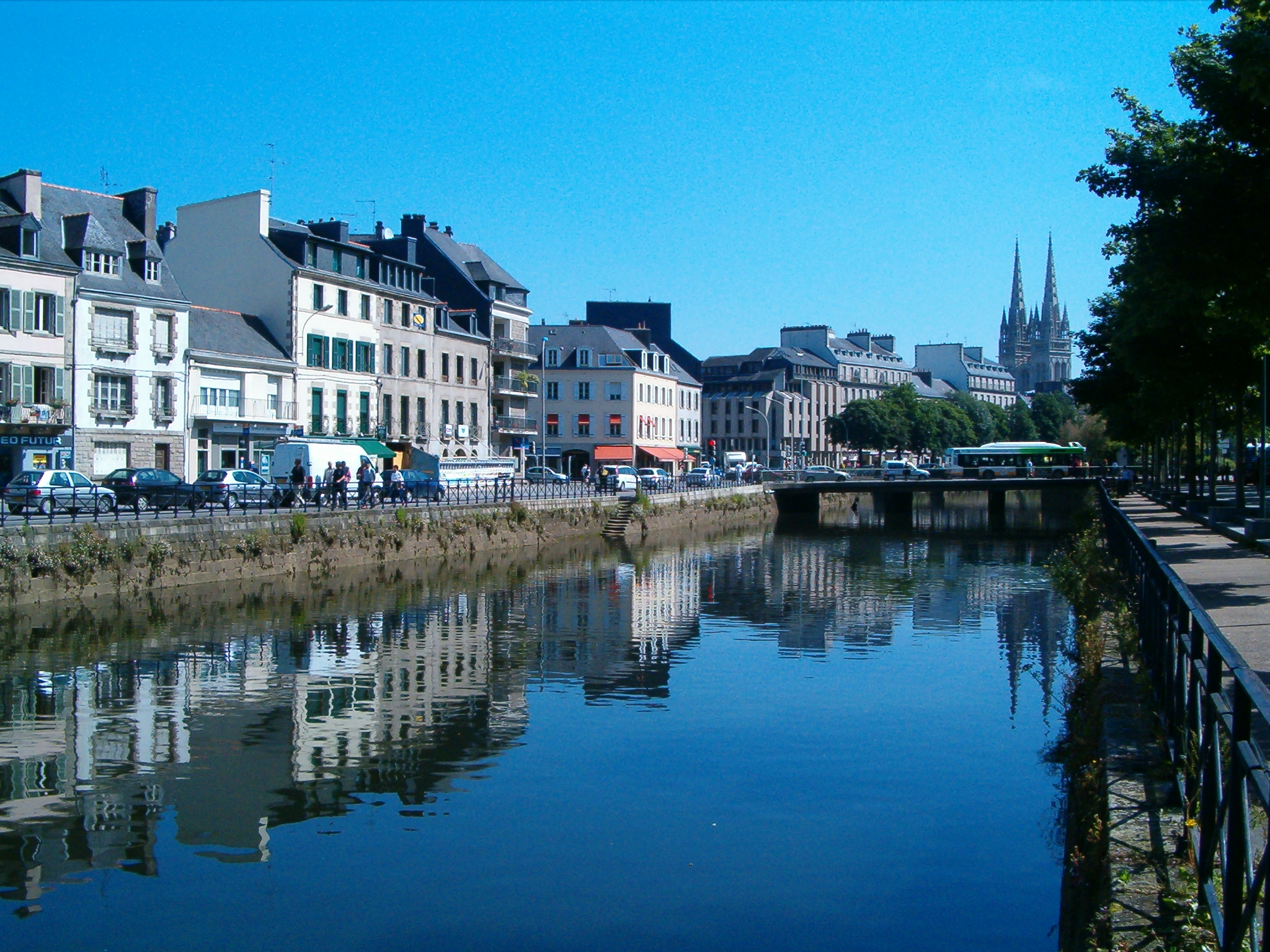
De Odet in Quimper

## Verkeer en vervoer
In de gemeente ligt spoorwegstation Quimper waar er een verbinding is met Parijs met de tgv. De gemeente ligt aan de expresweg N165 tussen Brest en Nantes.
De luchthaven Quimper Cornouaille biedt vooral binnenlandse vluchten aan, maar ook vluchten naar Londen.

## Economie
Quimper is bekend om het aardewerk dat er sinds 1690 geproduceerd wordt. Anno 2021 is er nog een bedrijf actief, het atelier HB-Henriot. Vooral de voedingsindustrie is belangrijk in Quimper. Technologiebedrijven zijn gevestigd in de Technopole de Quimper Cornouaille. Hier is ook de EMBA Business School gevestigd. Universitaire instellingen zijn de Université Bretagne Ouest (UBO) en het Institut supérieur de gestion Asie Pacifique (ISUGA).
In de haven van Corniquel zijn er twee scheepsbouwbedrijven, waaronder Ufast dat kleinere militaire schepen bouwt.
Het toerisme is belangrijk. Jaarlijks wordt in Quimper het Festival de Cornouailles georganiseerd, dat vele duizenden bezoekers trekt. Een hele week wordt er in de stad gedanst op de muziek van de vele muziekgezelschappen (bagadous) die Bretagne bezit. Er zijn dan vele muziekoptredens van gerenommeerde artiesten.

## Geografie
De oppervlakte van Quimper bedroeg op 1 januari 2022 84,45 vierkante kilometer; de bevolkingsdichtheid was toen 764,1 inwoners per km².
In Quimper komen de rivieren Odet, Steïr en Frout samen. De Steïr komt samen in Quimper met de al breder wordende Odet, die vanaf de zuidrand van de stad een wijde riviermonding maakt en nabij Bénodet in zee stroomt.
De onderstaande kaart toont de ligging van Quimper met de belangrijkste infrastructuur en aangrenzende gemeenten.

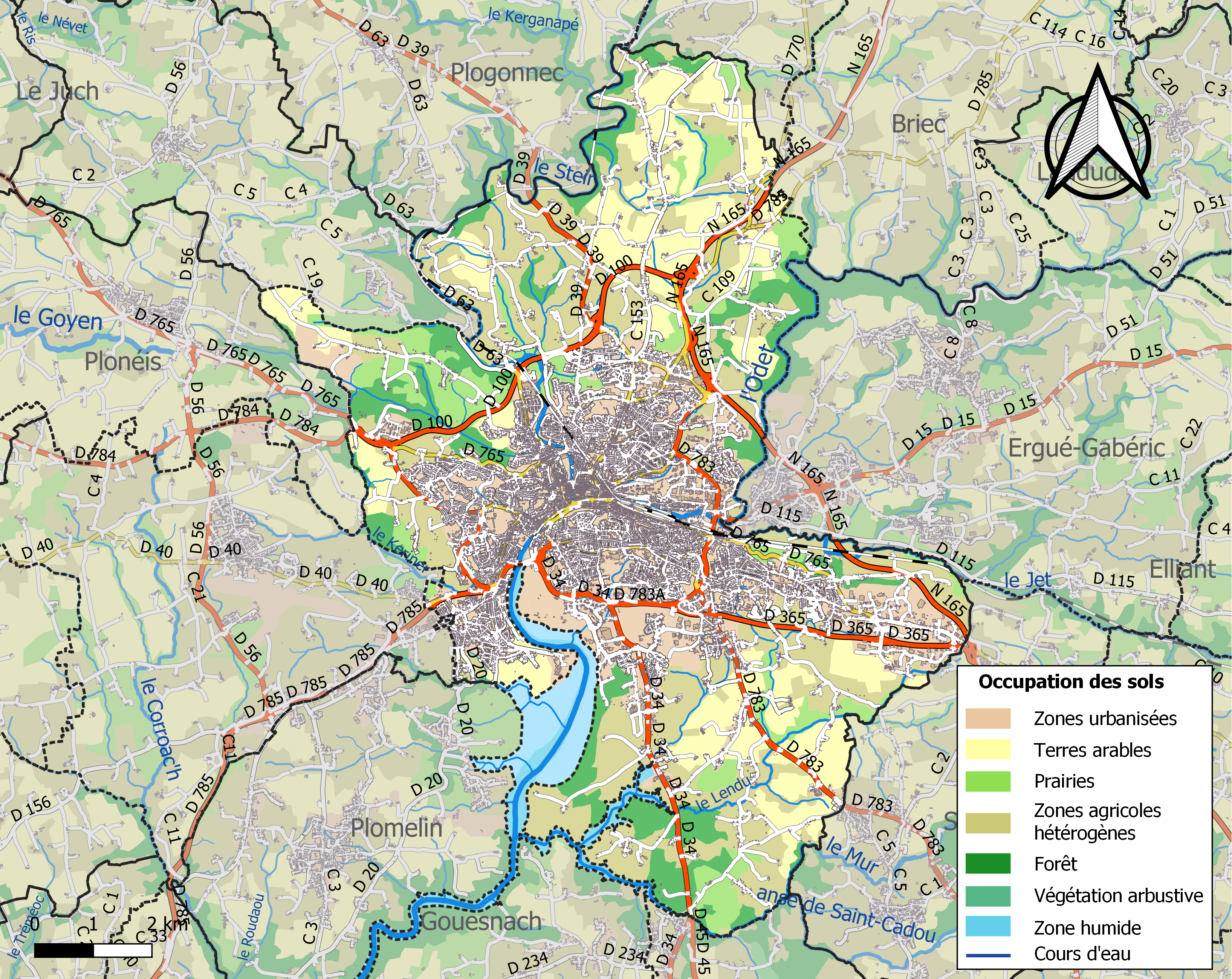

## Demografie
De stad kende iets meer dan 9.000 inwoners aan het einde van de 17e eeuw. In de loop van de 18e eeuw zakte dat aantal.
Onderstaande figuur toont het verloop van het inwoneraantal van Quimper vanaf 1962.

Bron: Frans bureau voor statistiek. Cijfers inwoneraantal volgens de definitie population sans doubles comptes (zie de gehanteerde definities)

## Sport
Quimper was zes keer etappeplaats in de wielerkoers Ronde van Frankrijk. Dat was in 2018 voor het laatst het geval. Peter Sagan won er de etappe die startte in Lorient. Jaarlijks wordt in en om Quimper de internationale wielerkoers Ronde van de Finistère verreden.

## Partnersteden
- Limerick (Ierland), sinds 1980
- Remscheid (Duitsland)

## Geboren
- René Laennec (1781-1826), uitvinder van de stethoscoop
- Séverin Le Duff de Mésonan (1781-1872), militair en politicus
- Joseph Bigot (1807-1894), architect
- Max Jacob (1876-1944), dichter en schilder
- Pierre Savigny de Belay (1890-1947), schilder
- Charles Hernu (1923 - 1990), politicus
- Caroline Afonso (1985), golfer
- Laurent Pichon (1986), wielrenner

## Overleden
- Jean-Luc Dehaene (1940-2014), Belgisch premier